# Стриєво-Велике
Стриєво-Велике (пол. Stryjewo Wielkie) — село в Польщі, у гміні Ґрудуськ Цехановського повіту Мазовецького воєводства.
Населення — 87 осіб (2011).
У 1975-1998 роках село належало до Цехановського воєводства.

## Демографія
Демографічна структура станом на 31 березня 2011 року:
|          | Загалом | Допрацездатний вік | Працездатний вік | Постпрацездатний вік |
| -------- | ------- | ------------------ | ---------------- | -------------------- |
| Чоловіки | 49      | 5                  | 39               | 5                    |
| Жінки    | 38      | 4                  | 26               | 8                    |
| Разом    | 87      | 9                  | 65               | 13                   |